# Stunticons
Los Stunticons se refiere a cinco personajes ficticios, mejor dicho cinco Decepticons (de la serie Transformers) que se transforman en autos y vehículos quienes en las carreteras las recorren salvajemente y destruyen las ciudades, cuando los Stunticons se unen crean a un robot muy grande llamado Menasor.

## Historia
Con la finalidad de que los humanos desconfien de los Autobots, Megatron decide crear cinco nuevos vehículos que recorran las carreteras (hasta ese momento el modo vehículo de los Decepticons (Exceptuando los Constructicons) no estaba disponible ya que gran parte de los Decepticons eran voladores (Como las 2 Unidades de Jets Seekers de Rastreo).
De este modo los Stunticons comienzan a atacar a los Autobots y a crear pánico entre los humanos. Es aquí cuando Optimus Prime decide para su defensa crean a los Aerialbots con quienes se rivalizan en todas las batallas.

## Menasor
Megatron decide asegurar su potencial en Los Stunticons, colocándoles el modo Gestalt así como Devastator quien es formado por los Constructicons.
A diferencia de Devastator quien tiene una minúscula inteligencia es torpe y lento pero fuerte, Menasor es más ágil y más estratégico en la lucha con un modo de inteligencia más elevado y proporciado por Megatron quien creó a este Gestalt más evolucionado que el anterior.

## Los Stunticons
- Breakdown: Lamborghini Countach - forma la pierna derecha.
- Dead End: Porsche 928 - forma el brazo izquiero.
- Dragstrip: Tyrrell P34 - forma el brazo derecho.
- Motormaster: Camión tráiler Kenworth K100 Aerodyne - forma el Pecho, las entrepiernas, el torso y la Cabeza, el líder del grupo.
- Wildrider: Ferrari GTO - forma la Pierna Izquierda.

La Combinación de los Stunticons forman al Gestalt Menasor.